# Льюїсвілл (Індіана)
Льюїсвілл (англ. Lewisville) — місто (англ. town) в США, в окрузі Генрі штату Індіана. Населення — 337 осіб (2020).

## Географія
Льюїсвілл розташований за координатами 39°48′24″ пн. ш. 85°21′10″ зх. д. / 39.80667° пн. ш. 85.35278° зх. д. (39.806752, -85.352783).  За даними Бюро перепису населення США в 2010 році місто мало площу 0,66 км², уся площа — суходіл.

## Демографія
Згідно з переписом 2010 року, у місті мешкало 366 осіб у 145 домогосподарствах у складі 104 родин. Густота населення становила 557 осіб/км².  Було 164 помешкання (250/км²).
Расовий склад населення:
| - 99,5 % — білих |

До двох чи більше рас належало 0,5 %. Частка іспаномовних становила 1,4 % від усіх жителів.
За віковим діапазоном населення розподілялося таким чином: 20,5 % — особи молодші 18 років, 61,7 % — особи у віці 18—64 років, 17,8 % — особи у віці 65 років та старші. Медіана віку мешканця становила 42,4 року. На 100 осіб жіночої статі у місті припадало 87,7 чоловіків;  на 100 жінок у віці від 18 років та старших — 95,3 чоловіків також старших 18 років.
Середній дохід на одне домашнє господарство  становив 46 223 долари США (медіана — 34 063), а середній дохід на одну сім'ю — 59 129 доларів (медіана — 47 321). За межею бідності перебувало 21,6 % осіб, у тому числі 37,5 % дітей у віці до 18 років та 3,2 % осіб у віці 65 років та старших.
Цивільне працевлаштоване населення становило 159 осіб. Основні галузі зайнятості: виробництво — 21,4 %, освіта, охорона здоров'я та соціальна допомога — 15,7 %, роздрібна торгівля — 14,5 %.